# Дом Тугановых
Дом Тугановых — памятник архитектуры и градостроительства во Владикавказе, Северная Осетия. Выявленный объект культурного наследия России и культурного наследия Северной Осетии. Находится в исторической части города на углу проспекта Мира, д. 35, улиц Некрасова, д. 8 и Миллера, д. 8.
Двухэтажное кирпичное «Г-образное» в плане здание построено в 1895 году по заказу Владимира Игнатьевича Туганова, сына первого осетинского генерала. На первом этаже здания находилось фотоателье Садуллы Джанаева-Хетагурова. На втором этаже располагались жилые помещения. Позднее Владимир Туганов продал дом. В 1920-е годы дом был национализирован и принадлежал Цугулиеву.
В этом доме проживали осетинский писатель, переводчик на осетинский язык «Манифеста коммунистической партии» Батырбек Туганов (1902—1907) и общественный деятель Алибек Тахо-Годи (1902—1904). В квартире Батырбека Туганова печатались антиправительственные листовки.